# Green Zone
Green Zone è un film del 2010 diretto da Paul Greengrass.
Il film, sceneggiato da Brian Helgeland, è basato sul libro Imperial Life in the Emerald City (2006) del giornalista Rajiv Chandrasekaran. È interpretato da Matt Damon, Amy Ryan, Greg Kinnear e Brendan Gleeson.

## Trama
Il 19 marzo 2003. Alla vigilia dell'inizio della nuova guerra in Iraq, il regime di Saddam Hussein è stato rovesciato, e le forze armate statunitensi occupano il territorio con un duplice scopo: trovare le armi di distruzione di massa che hanno costituito la minaccia che ha motivato l'intervento militare, e dare la caccia agli esponenti del gruppo di potere egemone appena rovesciato per sventare ogni possibile tentativo di restaurazione. Il militare Roy Miller (Matt Damon) comanda una squadra che ha il preciso compito di scovare le armi di distruzione di massa, ma dopo aver faticosamente raggiunto tre diversi siti sospetti non ha trovato ancora niente. Il servizio di intelligence che fornisce le informazioni riguardanti i siti che la sua squadra è chiamata ad ispezionare, sta commettendo decisamente troppi errori. Perché? I suoi superiori non si fanno troppe domande ed indicano a Miller di limitarsi ad obbedire e proseguire nel suo compito. L'agente della CIA Brown, invece, avvicina Miller capendone lo sconforto, e gli dice che lui sa già che anche il prossimo sito indicato non contiene alcuna arma. Subito dopo una giornalista del Wall Street Journal, interessata alla vicenda, vuole sapere da Miller cosa si sono detti con Brown. Lawrie Dayne è proprio la giornalista che aveva diffuso tempo addietro la notizia di un misterioso informatore, tale "Magellano", che avrebbe fornito al governo statunitense garanzie sulla presenza di queste famose armi.
Miller, dopo aver scoperto che Brown aveva ragione, e cioè che non c'è nulla da cercare neanche nel nuovo sito indicato, incontra un informatore locale, soprannominato Freddy, grazie al quale riesce a fare irruzione in una casa privata nella quale si teneva una riunione con importanti esponenti del partito Ba'th. Tra i presenti vi era addirittura il generale Al-Rawi, capo delle forze armate irachene, che però riesce a fuggire. Mentre sta per farsi dire dove poter trovare il generale, arrivano altri militari che gli strappano i prigionieri e interrompono le sue ricerche. Impossessatosi però di un prezioso taccuino, Miller si reca da Brown e stringe un patto con la CIA, sorpassando i propri vertici militari e il governo degli Stati Uniti dal quale dipende. Per mettersi sulle tracce di Al-Rawi, Miller cerca di ricontattare il prigioniero che lui stesso aveva catturato. Quando lo trova l'uomo è in fin di vita ma quello che gli riferisce è abbastanza per capire che il fantomatico Magellano era proprio Al-Rawi. Come verificato anche da Brown, il generale si incontrò con il rappresentante del governo Poundstone in Giordania nel mese di febbraio. L'ipotesi di Miller è che Al-Rawi abbia svelato l'assenza di qualsiasi tipo di arma di distruzione di massa, ma Poundstone, servendosi anche della stampa, abbia invece fatto pensare a tutti il contrario per poter attaccare l'Iraq, ed ora deve arrivare prima lui al generale per ammazzarlo e togliere di mezzo le tracce di questo sporchissimo gioco.
Si apre così una caccia ad Al-Rawi con il governo USA che vuole eliminarlo e Brown, quale esperto su questioni mediorientali, che vorrebbe scendervi a patti. Infatti, in un paese decapitato, sull'orlo di una guerra civile, potrebbe essere utile rinsaldare la parte sana dell'esercito per poter assicurare un minimo di stabilità futura. È quello che lo stesso Al-Rawi sperava che gli avrebbero proposto ma che, prima che Miller arrivi in contatto con lui, viene vanificato dal tempestivo intervento di Poundstone che dichiara sciolto e illegale l'esercito iracheno, così che sia impossibile intavolare alcuna trattativa. Così per Miller l'incontro con il generale, nonostante le buone intenzioni, è un fallimento totale e, paradossalmente, viene risparmiato proprio perché chi stava per giustiziarlo è messo in fuga dagli "altri" militari statunitensi. Nell'inseguimento tutti-contro-tutti che segue, Miller agguanta Al-Rawi ma proprio mentre sta per portarlo in salvo, Freddy lo uccide rivendicando una priorità irachena sui destini del proprio paese. Infine Miller, a brutto muso, consegna il suo rapporto a Poundstone che non gradisce, e tira via dritto per la sua strada, constatando nel frattempo che le premesse sulle quali sta nascendo il nuovo Iraq sono tutt'altro che rassicuranti. Intanto Miller invia lo stesso rapporto via e-mail a tutte le redazioni dei principali giornali statunitensi, perché il mondo intero sappia.

## Produzione
Nel gennaio 2007, dopo aver completato The Bourne Ultimatum - Il ritorno dello sciacallo, il regista Paul Greengrass ha annunciato l'intenzione di realizzare un adattamento cinematografico del libro Imperial Life in the Emerald City di Rajiv Chandrasekaran, un giornalista del Washington Post. Greengrass ha scritto una sceneggiatura basata sul libro, in collaborazione con i ricercatori Kate Salomone e Michael Bronner, con cui aveva già lavorato per il film United 93. Per scrivere la sceneggiatura di Greengrass è stato inizialmente contattato Tom Stoppard, che ha però rifiutato perché già troppo occupato. È stato poi scelto Brian Helgeland.
Per il ruolo di protagonista Greengrass ha espresso interesse per l'attore Matt Damon, già diretto in The Bourne Supremacy e The Bourne Ultimatum - Il ritorno dello sciacallo. L'attore è entrato ufficialmente nel cast del film nel giugno 2007. Gli attori Amy Ryan, Greg Kinnear, e Antoni Corone hanno invece preso parte al progetto nel gennaio 2008.
La produzione di Green Zone era originariamente prevista per cominciare a fine 2007. È invece iniziata in Spagna il 10 gennaio 2008, per poi trasferirsi in Marocco, e concludersi nel Regno Unito nel dicembre 2008.

### Cast
- Matt Damon interpreta Roy Miller, un chief warrant officer dell'esercito Statunitense che aiuta un agente della CIA nella ricerca di armi di distruzione di massa. Damon ha girato il film con l'assicurazione che la produzione si sarebbe conclusa il 14 aprile 2008 in modo da poter iniziare a lavorare sul film di Steven Soderbergh The Informant! il 15 aprile.
- Amy Ryan interpreta Lawrie Dayne, una corrispondente estera per il Wall Street Journal che indaga sulle richieste del governo americano sull'esistenza di armi di distruzione di massa irachene.
- Greg Kinnear interpreta Clark Poundstone.
- Nicoye Banche interpreta Perry.
- Jason Isaacs interpreta il maggiore Briggs, un ufficiale militare americano.
- Brendan Gleeson interpreta Martin Brown, il capo della CIA dell'ufficio di Baghdad.
- Martin McDougall interpreta Mr. Sheen, l'assistente del capo dell'ufficio della CIA a Baghdad.
- Khalid Abdalla interpreta Freddie, un iracheno che ha perso una gamba in guerra, riesce a stabilire con Roy Miller un rapporto di fiducia. Abdalla è stato contattato per il ruolo dopo aver impressionato Greengrass per la sua performance in United 93. L'attore ha preparato il suo ruolo apprendendo il dialetto arabo iracheno.
- Antoni Corone interpreta un colonnello.
- Paul McIntosh interpreta un agente della CIA.
- Yigal Naor interpreta il generale Al-Rawi. Naor è un attore israeliano. Nella miniserie Casa Saddam interpretava il dittatore iracheno.
- Sean Huze interpreta il sergente dell'esercito americano Conway, un membro della squadra di Roy Miller MET.
- Robert Harrison O'Neil interpreta un giornalista televisivo.

## Distribuzione
Il film è uscito il 12 marzo 2010 negli Stati Uniti è stato distribuito a partire dal 9 aprile in Italia.